# Martin Heidegger avant Être et Temps
Pour des articles plus généraux, voir Martin Heidegger et Philosophie de Martin Heidegger.

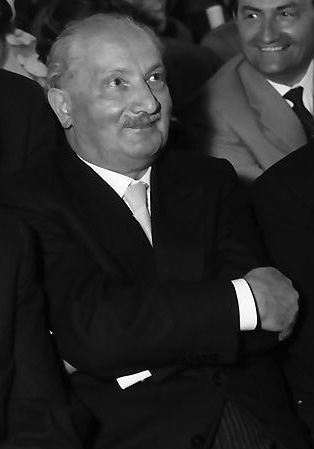
Martin Heidegger (1960)

Cet article, Heidegger avant Être et Temps, constitue un développement particulier du parcours professionnel et de la pensée de Martin Heidegger. Il s'agit d'un développement qui aurait dû prendre place dans l'article général consacré à ce philosophe.
L'œuvre qui précède le grand œuvre de Martin Heidegger, c'est-à-dire Être et Temps (1927), le long d'un cursus biographique agité et qui porte sur la dizaine d'années qui ont précédé la date charnière de 1927, période oubliée jusqu'ici, a fait l'objet de très récentes études et commence à être connue et appréciée en tant que telle (voir la toute récente bibliographie citée de jeunes chercheurs francophones). On y voit émerger une figure de Heidegger, originale, extraordinairement attentive aux développements philosophiques de son temps, existentialisme avec Søren Kierkegaard, phénoménologie husserlienne mais aussi philosophie de la vie (Lebensphilosophie), en dialogue avec des auteurs comme Wilhelm Dilthey, Franz Brentano et Henri Bergson mais également les écoles néo-kantienne Heinrich Rickert, Nicolai Hartmann, Hermann Cohen, Paul Natorp, Ernst Cassirer et d'autres encore comme Rudolf Bultmann, Karl Jaspers ou Max Scheler, ainsi qu'aux développements mathématiques et scientifiques de son temps. C'est autour de quelques thèmes majeurs comme la Phénoménologie de la Vie, la Logique et l'interprétation d'Aristote, le concept de Temps, la toute nouvelle Phénoménologie husserlienne, l'Interprétation de l'Histoire et de l'historicité, à l'occasion de fréquents débats et polémiques avec ses collègues, tenants de courants plus traditionnels (néo-kantisme, psychologisme, historicisme), que s'est forgée la forte originalité intellectuelle du jeune professeur. Autant dire constate Servanne Jollivet, que la pensée de Heidegger s'est élaborée dans une confrontation et un constant dialogue avec ses contemporains et prédécesseurs.
Le travail de recherche et d'enseignement du jeune Heidegger s'articule autour des quelques thèmes majeurs dont les débats faisaient rage, à l'époque, dans son milieu universitaire. Compte tenu de la nouveauté et de la richesse de ces travaux récemment dévoilés par la publication intégrale de ses œuvres, il n'est plus possible, note Marlène Zarader, de considérer cette période comme simplement préparatoire à son livre maître, à savoir Être et Temps,.

## Le parcours professionnel 1913-1927
Résumé des principales étapes :
- Inscrit en 1909 à la Faculté de Théologie de Fribourg.
- Au séminaire de Fribourg, Heidegger suit aussi le cursus de la faculté de philosophie où il est remarqué par le Pr Carl Braig (de), un des personnages véhéments du « combat anti-moderniste », encouragé par la récente encyclique Pascendi. Braig incite Heidegger à publier des articles anti-modernistes. Heidegger quitte Fribourg puis soutient, en 1913, sa thèse de philosophie sur la théorie du jugement chez Rudolf Hermann Lotze, l'une des figures de la philosophie allemande du XIXe siècle. Martin Heidegger prend ensuite ses distances avec un catholicisme par trop intransigeant et d’un antimodernisme auquel il n’adhère pas.
- 1913 thèse de Doctorat : La doctrine du jugement dans le psychologisme.Une contribution de critique positive à la logique.
- juillet 1915, Privatdozent à l'Université de Fribourg. Conférence d'habilitation s'intitulait : le Concept de temps dans la science historique
- été 1915, thèse d'habilitation La doctrine des catégories et de la signification chez Duns Scot, dédiée à Heinrich Rickert
- Automne 1916, Heidegger devient l'assistant d'Edmund Husserl (1859-1938), à Fribourg, ce qui lui a permis d’acquérir complètement la discipline mentale et le vocabulaire de la phénoménologie[N 2].
- 1919, après interruption pour cause de guerre, Heidegger reprend ses cours à Fribourg où sa réputation professorale commence à se répandre dans toute l'Allemagne. Une des raisons de ce succès professoral tenait, selon les témoins, à sa manière vivante d'aborder les grandes œuvres philosophiques. « Avec Heidegger c'était toute la philosophie qui renaissait à elle-même »[4],[N 3].
- 1921 cours sur le livre X des Confessions de Saint Augustin qui manifeste l'intérêt de Heidegger pour la problématique du vécu dans le contexte d'un débat avec Natorp sur l'« a-priori » et Wilhelm Dilthey sur le vécu.
- 1921 Phénoménologie de la vie religieuse.
- Fin 1922, Heidegger prépare le Natorp-Beritch, ou "Rapport Natorp" considéré comme perdu, retrouvé et publié sous le titre Interprétations phénoménologiques d'Aristote[5], en vue de sa candidature à Marbourg .
- Juin 1923, Sur recommandation chaleureuse d'Edmund Husserl, nommé professeur extraordinaire à Marbourg qui est alors le principal centre européen du néo-kantisme (Hermann Cohen, Paul Natorp)
- Février 1924 Conférence Le problème du péché chez Luther à l'occasion du séminaire de Rudolf Bultmann ; juillet 1924, conférence sur le Concept de Temps
- Avril 1925, suivent dix Conférences, prononcées à Cassel[N 4] et consacrées à Wilhelm Dilthey et à la question de l'historicité[6]
- Été 1925, cours sur Prolégomènes à l'histoire du concept du temps.
- 1926 fin de la rédaction de Sein und Zeit , Être et Temps dédié à Edmund Husserl, livre au retentissement considérable, qui inaugure la renommée internationale de Martin Heidegger mais dont beaucoup méconnurent l'orientation ontologique pour n'y voir qu'une perspective anthropologique ou existentielle classique, manquant ainsi sa signification profonde[7].
- Le 19 octobre 1927, Heidegger reçoit après un premier refus de Berlin sa nomination comme professeur ordinaire à Marbourg et il sera ensuite nommé très vite à Fribourg le 25 janvier 1928 sur la chaire de Edmund Husserl

En résumé Jean Greisch a tenté de rassembler en trois périodes ce parcours, chaque période privilégiant une problématique particulière :
1. /1910-1918 : le temps de formation et des premiers enseignements, le premier contact avec Aristote avec le livre de Brentano et surtout la prévalence des cours de théologie et de dogmatique à la faculté de théologie de Fribourg, qui lui donne l'occasion de rompre des lances contre le « subjectivisme » et le « modernisme » En 1919 Heidegger rompt pour des raisons philosophiques avec le catholicisme mais non avec le christianisme
2. /1919-1923 : l'enseignement à Fribourg, la découverte de la vie factuelle et le début de l'herméneutique
3. /1923-1928 : l'enseignement à Marbourg dominé par la rédaction de Être et Temps

Les deux dernières périodes correspondant selon Jean Greisch à la décennie phénoménologique de Heidegger.
Servanne Jollivet nous offre un découpage sensiblement différent :
1. /1919-1921 : la refondation de la philosophie comme « science originaire » .
2. /1921-1923 : l'herméneutique de la facticité et la question du « sens de l'être ».
3. /1924-1927 : de l'historicité assumée à la refondation de l'ontologie.

## Le milieu intellectuel
Pour qui s'interesse aux œuvres, travaux et Conférences de jeunesse de Martin Heidegger, le défi consiste essentiellement à les « contextualiser » c'est-à-dire à les inscrire dans les discussions intellectuelles de son temps et non à les lire à la lumière de travaux ultérieurs. C'est tout récemment que l'intérêt pour ce premier Heidegger, détaché d'une perspective généalogique sur Être et Temps, s'est manifesté. Le premier ouvrage de langue française consacré au jeune Heidegger, dans cette perspective, date de 1996, issu d'un colloque organisé par Jean-François Marquet et Jean-François Courtine en Paris Sorbonne.
Au début du XXe siècle, des débats très vifs opposent les tenants du néo-kantisme (Heinrich Rickert) , les sociologues (Georg Simmel), les philosophes de la vie (Wilhelm Dilthey, Karl Jaspers) et les historiens (Oswald Spengler) sur la question de l'objectivité des sciences historiques. Heidegger renvoie tout le monde dos à dos en trouvant superficielles ces différences qui toutes présupposent une réalité objective originaire restée inquestionnée quant à ses fondements, (succession de génération, de cultures, cycles, sens du progrès), réalité suffisamment stable et déterminée pour faire l'objet d'une science, alors que pour Heidegger la question philosophique principielle qui reste en suspens est celle justement du fondement.

## Les grandes questions abordées
Résumons ici, les différents thèmes, faisant l'objet des préoccupations du jeune Professeur d'abord à Fribourg puis dans le milieu professoral très particulier de Marbourg, préoccupations et recherches qui vont s'éclairer les unes les autres.

### Fondement de la logique
« La logique détachée de son fondement ontologique originaire « n'a pas fait un seul pas en avant depuis Aristote en dépit de Hegel et de Kant » »

— Heidegger, Être et Temps trad Vezin p. 202
Cette déclaration abrupte de Heidegger dans Être et Temps, ne peut être ainsi avancée que parce que, la question Was ist die Logik est abordée très tôt dans les œuvres de jeunesse notamment dès 1912 dans un article consacré au Recherches récentes sur la Logique puis dans une Dissertation sur La doctrine du jugement dans le psychologisme. Les premiers essais de Heidegger de 1912 à 1915 le portaient en effet à soutenir la nécessité d'une philosophie logique, comme science rigoureuse, dans la lignée des Recherches logiques de Husserl et de l'enseignement de son professeur néo-kantien Heinrich Rickert. Dans les deux textes cités, Heidegger reconnaît l'importance des Recherches logiques de Husserl qu'il affirmera méditer encore jusqu'en 1963.
Cependant le jeune Heidegger en recherchant un fondement rigoureux à la Logique qui n'appartienne pas à la logique formelle et qui ne soit pas une simple réflexion sur le langage, s'écarte très vite de la voie traditionnelle alors qu'à l'aide de la nouvelle science phénoménologique il entreprend de construire une « logique philosophique » et de l'ontologiser.

### Réinterprétation d'Aristote

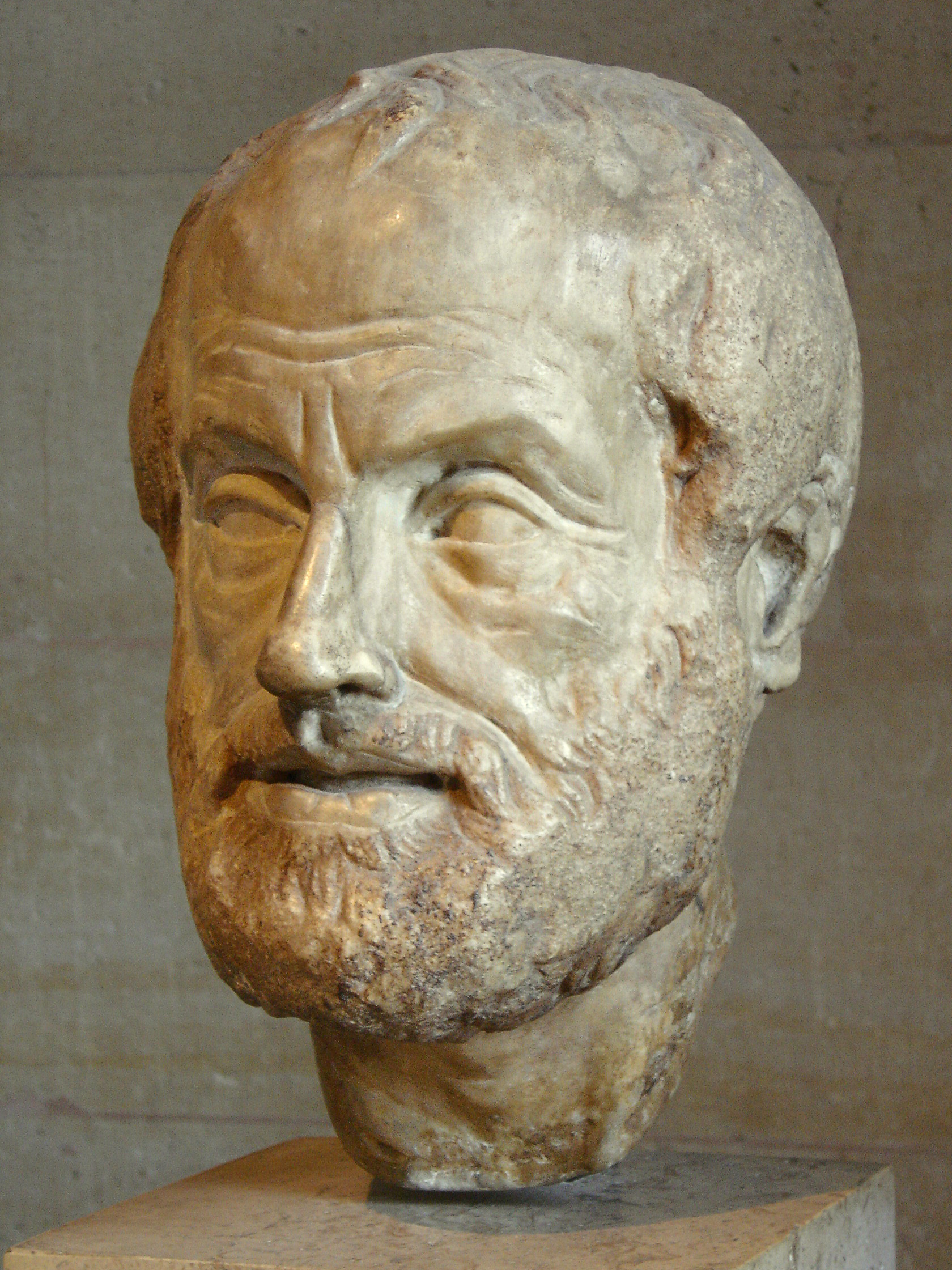
Aristoteles Louvre

Pour Hans-Georg Gadamer, seuls ceux qui étaient présents à Marbourg dans les salles de cours ont pu mesurer le poids de la présence réelle d'Aristote dans la pensée du jeune professeur, mais d'un Aristote libéré de toutes les interprétations scolastiques déformantes accumulées.
Dans le cadre de ses travaux sur le fondement philosophique de la logique, Heidegger découvre que même chez Aristote, la theoria n'est pas une activité éthérée, détachée de la vie, de nature intemporelle, mais au contraire le fait d'un Dasein, historique, engagé dans une existence déterminée. Son intuition, lui dit que ce ne sont ni les Grecs, ni Aristote, qui furent à l'origine de cette coupure fondamentale entre théorie et pratique, mais leurs interprètes Scolastiques qui l'exagérèrent en portant une attention exclusive à sa métaphysique au détriment des autres œuvres comme l'Éthique à Nicomaque, et De anima. Pour Heidegger, il s'agira, de mettre en évidence l'enracinement de la theoria et de la praxis dans le nouveau concept de « Souci », que lui avait fait découvrir, par ailleurs sa fréquentation du Livre X des confessions de Saint Augustin et ses travaux sur la vie des premiers chrétiens (voir Phénoménologie de la vie religieuse), dont il va s'acharner à trouver les linéament dans l'œuvre même du Stagirite en s'appuyant sur le concept de « prudence », la Phronesis φρόνησις ; «Souci » qui va devenir progressivement l'essence même de l' « être » de l'homme dans Être et Temps
Les écoles, nous dit Françoise Dastur ont fait d'Aristote « le père de la « Logique » et l'inventeur de la « copule » », un penseur qui n'aurait compris l'être de l'étant qu'à travers la katégoria ; réduction à laquelle Heidegger s'oppose en exhumant un Aristote inconnu de la tradition, phénoménologue avant la lettre. Ainsi Étienne Pinat dans sa recension de la toute nouvelle traduction du cours de Heidegger Introduction à la recherche phénoménologique expose dans un paragraphe (D) consacré à l'« interprétation d'Aristote » la manière par laquelle l'auteur à partir du sens original des deux fragments « phainomenon » et « logos » du mot phénoménologie, procède à une « destruction phénoménologique : (qui consiste) à ne pas laisser une tradition nous transmettre un sens de « phénoménologie » et de « phénomène » comme s’il allait de soi et n’était pas lesté de préjugés, mais à revenir en deçà à la source où ces concepts ont été puisés, à savoir la source grecque, et plus précisément ici à la philosophie d’Aristote ». Étienne Pinat souligne « la dimension proprement phénoménologique de l’approche aristotélicienne du logos dans ces pages et la pertinence qu’il y a à en partir pour comprendre le projet phénoménologique de Husserl ».
Enfin, avec l'appui de l'héritage aristotélicien, le jeune professeur de Marbourg, va pouvoir innover en interprétant systématiquement les phénomènes fondamentaux de la vie facticielle (les manières de se comporter du Dasein), qui avaient été dégagés antérieurement, pour les porter, eux aussi, au niveau d'une détermination catégoriale, qui seront à la base des futurs « existentiaux », ou « catégories de l'existence », de Être et Temps.
De sa lecture de la thèse de Franz Brentano, le jeune Heidegger avait retenu que pour Aristote « l'être se dit de multiples manières » et outre son sens catégorial, il se dit aussi au sens de propriété, de possibilité, d'actualité et de vérité que Brentano avaient négligés et pour Heidegger va sonner le coup d'envoi de « la question de l'être ».

### Vie facticielle et tournant herméneutique
C'est dans les années 1919-1923, qui correspondent au premier séjour de Heidegger à Fribourg comme Privatdozent, que le jeune professeur commence à prôner un retour à l'expérience concrète de la vie pour contrer la vision exclusivement théorique de la philosophie traditionnelle, et orienter ses recherches sur la  « vie facticielle », vie concrète, en laquelle, il commence à voir, la source de tout sens ainsi que le fondement du philosopher, qui va constituer le chemin par lequel il cherche à se distinguer de la philosophie dominante de son époque. Parce que de grands noms de la philosophie du XXe siècle comme Hannah Arendt, Hans-Georg Gadamer, Max Horkheimer, Hans Jonas, Karl Löwith, J. Ritter furent ses auditeurs, les cours de cette période se révèlent être une source centrale pour la compréhension de la philosophie de ce siècle.
Alors que les premiers essais de Heidegger de 1912 à 1915 le portaient à soutenir la nécessité d'une philosophie logique, comme science rigoureuse, dans la lignée des Recherches logiques de Husserl et de l'enseignement de son professeur néo-kantien Heinrich Rickert, se met progressivement en place, au contact de la Lebensphilosophie, une philosophie de la vie, et face à une « impossible Science de la Vie » une phénoménologie herméneutique proprement heideggerienne. En perdant son caractère scientifique, la philosophie en tant qu'auto-compréhension de la vie garde néanmoins son caractère originaire en tant que science pré-théorique.
En s'éloignant du néo-kantisme, donc, des philosophies de la connaissance et de la Logique, Heidegger à cette époque s'exposait à ne plus savoir exactement quel était le domaine de la philosophie, balançant entre « Weltanschauung », « Vision du monde » et science positive, alors même que le professeur n'abandonne pas l'idée d'établir la philosophie comme une « archi-science » (c'est-à-dire, qui possède elle-même ses propres principes).

### L'apprentissage phénoménologique
L'entrée en phénoménologie prend corps avec sa nomination comme assistant de Husserl. De 1919 à 1928 trois cours au moins, délivrés par le Privatdozens Heidegger, sont consacrés à l'« Introduction aux problèmes fondamentaux de la phénoménologie ». C'est autour de l'interprétation du phénomène de la vie que se développe sa recherche. Ce phénomène de la vie, perçu dans sa facticité, n'est pas un phénomène comme les autres dont la phénomènologie aurait à s'occuper, mais le phénomène, qui en raison de sa problématicité, (la « tapisserie de la vie » voir développement dans article Phénoménologie de l'existence) doit être compris comme « science originaire de la vie en soi ». « Dans cette voie il s'est agi de surmonter les apories de l'historicisme et du relativisme » note Hans-Georg Gadamer, en se réappropriant Aristote à l'aide d'instruments retirés de l'étude de la facticité chrétienne.

### le paradigme chrétien
Jean Greisch note aussi dans ses livres, combien est importante, pour expliquer cette prédilection pour la voie existentielle, et l'émergence du concept de Souci, l'imprégnation chrétienne catholique qui est la sienne, qui transparaît à travers ses premières études sur la Phénoménologie de la vie religieuse, et qui entraîne le jeune Heidegger à entrer très tôt en conflit avec les pensées profanes dominantes de son temps sur le « Phénomène de la vie » qu'il ne conçoit qu'à travers son expérience concrète, (facticielle), c'est-à-dire étroitement limité dans un temps articulé à un Kairos qui va devenir la pensée de la mort, l'Être-vers-la-mort et la pensée de la chûte à travers le concept tout aussi marqué de Finitude,.
De ce côté, dans cette marche vers vérité de la vie facticielle il rencontrera successivement Paul, Saint Augustin et surtout Martin Luther, auxquels il consacrera des études profondément originales.
Tout le chemin parcouru par le jeune Professeur peut être résumé dans le titre, particulièrement heureux, du premier livre collectif français consacré à cette période de sa vie intellectuelle Heidegger 1919-1929 : De l'herméneutique de la facticité à la métaphysique du Dasein.

### Le retour de la question du Temps
À début du XXe siècle, Heidegger découvre une tradition philosophique où domine sans partage la conception aristotélicienne du Temps comme phénomène lié au mouvement. Quelques auteurs comme Husserl avec la phénoménologie et Bergson avec sa prédilection pour la durée et le vécu, ont commencé à ébranler l'évidence de ces certitudes sans toutefois réussir à les entamer profondément.Dans ses cours et conférences Heidegger s'est penché à plusieurs reprises d'une manière explicite sur la question du Temps.
C'est dès 1915 dans sa leçon d'habilitation consacrée au Concept de temps dans la science historique que commence la série de ses travaux sur ce sujet, suivis de le concept de temps 1924, les prolégomènes 1925, Être et Temps 1927. Le temps kairologique que le jeune philosophe a puisé dans ses études consacrées aux épîtres pauliniennes vient troubler le temps chronologique traditionnel.

### La question de l'Histoire et de l'historicité
Heidegger s'interroge sur l'historicité dès ses premiers écrits, Marc Foglia rappelle que lors d'un compte rendu d'ouvrage sur Kant et Aristote publié en 1914, il reproche à l'auteur de n'avoir pas assez rattaché Kant et Aristote à leur contexte historique. Compte tenu de cette position Heidegger se trouvera confronté très tôt au danger du relativisme historique qu'il combattra avec la même vigueur. Il affirme néanmoins, dans sa seconde dissertation de doctorat Der Zeitbegriff in der Geschichtswissenschaft 1916, la possibilité d'une connaissance objective et la primauté des faits qui ne dépendent pas d'une interprétation antérieure.

## L'originalité du jeune Heidegger
Isabelle Thomas-Fogiel,à la recherche de ce qui pouvait faire l'originalité  du philosophe, écrit dans sa thèse : « en faisant dériver le théorique du pré-théorique, la philosophie de Heidegger est à l’origine d’un « séisme » qui a reconfiguré l’ensemble de l’espace philosophique » .

### Les thématiques de toute une génération
Le parcours de Heidegger, paraît, de prime abord, faire entièrement corps avec son époque.
Jusqu'ici les philosophes s’efforçaient précisément de se débarrasser de l’expérience facticielle de la vie en tant que donnée  évidemment accessoire » . Dans divers courants au début du siècle, par réaction il s’agissait maintenant d’y retourner, c’est-à-dire de se tourner vers l’expérience pré-théorique, vers l’homme ordinaire que les philosophes du XIXe siècle, obnubilés par le seul sujet de la connaissance, avaient délaissé. C'est par l'herméneutique de la facticité qu'Heidegger s'inscrit dans ce courant.
Il ne semble pas que l’affirmation de l’« expérience facticielle » de la vie comme  point de départ aussi bien que  but de la philosophie ; rien, dans la mise en avant de ce thème soit susceptible de provoquer un séisme. D'ailleurs, il convient de noter que travailler à refermer l’abîme qui s’était creusé entre le théorique et l’empirique, le concept et le vécu, le rationnel et l’être donné, l’universel et le concret, était, en fait, l’occupation de tous les philosophes de l’époque, même les plus apparemment théoricistes comme les néo-kantiens.
Par ailleurs, Heidegger a à cœur de distinguer la philosophie de toute pensée de « vision du monde », les  « Weltanschauung », en vogue au début du XXe siècle. La vision du monde, n'est qu'une connaissance qui pose l'étant et qui se pose comme prise de position par rapport à l'étant, non pas ontologiquement mais ontiquement.
S'agissant de la « question de l'être », dont on connaît l'omniprésence dans l'œuvre du philosophe pour n'être plus centrale du temps d'Heidegger « elle n’en était pas moins l’une des plus anciennes de la philosophie. Faire à nouveau droit (« répétition ») à l’ontologie, malmenée depuis Kant, était moins susceptible d’induire le sentiment d’un tremblement de terre que d’éveiller le soupçon d’un retour à la scolastique ou aux antiennes thomistes ».
Même s'il lui est arrivé de dire au début de sa carrière, la philosophie est la « science de l'être », la philosophie n'en est pas, pour lui, vraiment une. Il a aussi dit : « la simple évaluation de la philosophie d'après l'idée de science est peut-être déjà la plus funeste dépréciation de son essence la plus intime » rapporte Hadrien France-Lanord.
La mise en perspective de ces faits écrit Isabelle Thomas-Fogielincline à rechercher ailleurs la réponse à la question de l’originalité de Heidegger par rapport à ses contemporains. Puisque la question est celle du séisme (s’il y en a un) provoqué par sa philosophie, il est clair qu’on n’en  saurait chercher la réponse dans des thèmes qui forment la lame de fond de toute une époque.
Pour Isabelle Thomas-Fogiel, il semble que l’originalité de Heidegger ne se situe pas dans ces problématiques, communes à beaucoup, mais dans leur articulation avec un autre thème qui sera cette fois le propre de Heidegger, thème qu’aucun contemporain n’a avancé et qui structurera toute sa pensée (Kehre comprise), de 1919 à 1976. Abordons maintenant ce thème qui paraît le plus à même de répondre à notre interrogation initiale : qu’est -ce que la philosophie de Heidegger avait de nouveau par rapport à celles de ses contemporains, ?

### L’ herméneutique comme destruction
Si beaucoup de philosophes proposent de remédier à la carence de la philosophie, lui propose carrément de la détruire. Cette ambition restera dans toute l’œuvre ultérieure et est même l’une des seules vraies constantes de Heidegger?
Tout le travail futur (post-kehre), consacré à la patiente destruction de l’ensemble de l’histoire de la philosophie. Bref, la destruction n’est  pas abandonnée (comme le sera l’analytique du  Dasein , vestige d’une subjectivité encore trop  prégnante aux yeux du second Heidegger), mais amplifiée jusqu’à la fin, au point qu’elle apparaît bien comme le fil rouge de toute l’œuvre, que l’on peut résumer d’une seule expression : « un radicalisme de la destruction », qui concentre les deux termes le plus souvent employés par Heidegger pour qualifier son entreprise
Ce fil conducteur est ce qui appartient en propre à Heidegger. La radicalité destructrice de Heidegger lui appartient en propre et signe sa nouveauté dans l’espace philosophique.Heidegger a insisté sur la signification positive qu’il accordait au mot « destruction » : la torche qu'il allume n’est pas faite pour tout réduire en cendres mais pour éclairer ce qui a été oublié. Il s’agit donc, par elle, de revenir  à un « originaire » enfoui que la conceptualité philosophique a voilé, recouvert, occulté.

### La configuration du pré-théorique en totalité ordonnée
Pour Heidegger, les concepts théoriques ont voilé ce qui initialement se donnait comme « être découvert ». Ils ont dissimulé « ce qui se montre, tel qu’il se montre à partir de lui-même », qui est la manière dont Heidegger interprète la parole grecque «apophainesthai ta phainomena.
Toute destruction de la philosophie, qui se veut radicale, suppose qu’on élise un site, un lieu (un« sol » dira Heidegger) à partir duquel l’assaut destructeur  pourra s’effectuer[...]Ce lieu sera le « quotidien
La véritable innovation de Heidegger se trouve plutôt dans le lien d’implication qu’il établit entre ce monde concret, pré-théorique et la conceptualité philosophique puisque son programme : « faire exploser toutes les catégories » passe par l’établissement de ce lieu et par la configuration de ce quotidien en totalité ordonnée et signifiante par soi (cosmos  en son sens grec).
L’élucidation du quotidien est donc bien le socle (le point d’Archimède) à partir duquel Heidegger peut prétendre détruire la philosophie. Ce qui est à la fois nouveau et décisif c’est le lien d’implication posé entre la destruction du théorique et l’analyse du pré-théorique, et non le contenu ponctuel de telle ou telle analyse.
L’appel au concret, et la découverte du point d’Archimède dans le « pré-théorique », est la dorsale du XXe siècle que Heidegger fut incontestablement le premier à dessiner.